# Пекари (Прошовицький повіт)
Пекари (пол. Piekary) — село в Польщі, у гміні Прошовиці Прошовицького повіту Малопольського воєводства.
Населення — 261 особа (2011).
У 1975-1998 роках село належало до Краківського воєводства.

## Демографія
Демографічна структура станом на 31 березня 2011 року:
|          | Загалом | Допрацездатний вік | Працездатний вік | Постпрацездатний вік |
| -------- | ------- | ------------------ | ---------------- | -------------------- |
| Чоловіки | 129     | 23                 | 92               | 14                   |
| Жінки    | 132     | 26                 | 77               | 29                   |
| Разом    | 261     | 49                 | 169              | 43                   |